# 小原鎮実
小原 鎮実（おはら しげざね）は、戦国時代の武将。今川氏の家臣。官途は肥前守を称す。三河国吉田城、遠江国宇津山城、駿河国花沢城の城代。また、大原 資良（おおはら すけよし）と同一人物ともされる。

## 経歴

### 三河国吉田城代
三河国支配を本格化させようとしていた駿河国守護今川義元は、天文15年11月（1546年12月）に東三河で戸田氏と牧野氏が奪い合っていた吉田城（当時の今橋城）を攻略、これを拠点として確保して城代には伊東元実、後に小原肥前守鎮実を置いた。
永禄3年（1560年）5月、義元が桶狭間の戦いにて織田信長勢により敗死すると、今川氏人質であった松平元康（後の徳川家康）が織田と組み、西三河の岡崎城（同県岡崎市康生町）で自立を始めた。鎮実は新当主・氏真に従い続けたが、永禄4年（1561年）、元康の今川氏への調略によって、今川家臣の離反が東三河でも相次ぐようになった。今川氏の派遣した登屋ヶ根城元岡崎城代・糟屋善兵衛や奉行・飯尾連龍等の撤退により西三河での今川家の影響力が著しく低下していく。
その報復として氏真の命を受けた鎮実は、松平氏に転属した東三河の諸氏から差し出させていた人質（11人から14人までの説が乱立）を城下の吉田山龍拈寺（同県豊橋市新吉町）口で処刑し（一説には串刺し）、別地に葬った（その地は後に十三本塚と呼ばれたと言う）。また、離反した菅沼氏一門を征伐し、伊賀国の忍者（伊賀者）を用いて設楽郡の野田城（愛知県新城市）を攻略し城主・菅沼定盈を退散させた。鎮実率いる征伐軍は引き続き北進し、菅沼氏の大谷城（おおやじょう）を攻囲したが陥落には至らず、野田城に城代・稲垣氏俊を配置して撤退。ある程度の成果を示した。
翌5年（1562年）に、遠江国見付城の堀越氏の反乱鎮圧のために出兵中に、同年6月2日、三河国が手薄になった隙に菅沼定盈によって夜襲を受けた野田城が陥落、城代・稲垣氏俊は討死。以下、成島の『改正三河後風土記』によると、永禄7年5月（1564年6月）、鎮実は氏真の命で東三河の諸氏の人質を吉田城に取り入れるが、 戸田重貞の計略をもって人質の一部を奪い返され、鎮実は二連木城に攻め寄せ、重貞を討死させた。
永禄8年（1565年）、鎮実の籠もる吉田城（同県豊橋市今橋町）は松平家康に包囲された。北の豊川対岸の下地（しもじ）や東の二連木城や南の喜見寺砦（呉服山喜見寺、同県同市花園町）を押さえられると、松平軍の和議案を受け入れ酒井忠次より人質を受け取って開城退去した。これにより田原や御油も落城し、牧野氏などの諸氏も降参したため、今川氏の三河拠点は消失した。

### 遠江国宇津山城代
三河国吉田城を出た鎮実は永禄10年（1567年）に、反乱を起こして徳川家臣となった朝比奈真次の籠もる遠江国宇津山城（静岡県湖西市）を攻略して入城した。永禄11年には酒井忠次の侵攻に遭い、鎮実の家老増田団右衛門は討死、宇津山城は落城した、小原鎮実は計略を残して逃亡、城中に焔硝（火薬）を埋め置き、寄せ手が城内に押し入った際に爆発し、大いに驚いたというが死傷するまでにはおよばなかった。

### 駿河国花沢城代
遠州宇津山城退去後の動向も、前掲『改正三河後風土記』に詳しい。
西の徳川家康だけでなく、北の甲斐国（山梨県）の武田信玄までも今川領の駿河国への侵略を開始し、永禄13年（1570年）、鎮実の守る花沢城（同県焼津市）に武田軍が攻撃を開始した。1月4日に開戦し、城から大木、大石を投げ落とし、敵兵に熱湯、熱砂を浴びせて戦ったと言う。だが、1月8日には開城して、鎮実は城から逃亡し、遠江国高天神城（同県掛川市）の小笠原氏助（後の信興）に身を寄せたが、既に徳川家康に内通していた氏助は、 鎮実・三浦義鎮（右衛門佐）父子の首をはねて家康に献上した。三州吉田城代のおり、徳川御家人の人質を悉く串刺しにした恨みが深く、徳川家康が激怒していたのを聞いていたためという。
なお、大久保忠教（彦左衛門）の『三河物語』によれば、永禄11年（1568年）の出来事として、小原備後守なる人物が小笠原与八郎（氏助）を頼り遠江に逃れてきたが、既に徳川氏に帰属を決めていた小笠原氏により妻子ともども皆殺しにされた。そのあまりの無慈悲さに人々は「小笠原の行く末は良くない」と思ったという。
野史『形原遺事記』によれば、元亀元年正月武田信玄により、駿州の花澤城の和解開城後、今川の近臣である四宮右近が縁者である所へ落留まり蟄居したが、小笠原與九郎がこれを知り、鎮實を始め妻子におよぶまで、悉く此れを殺害した。合せて上下七十五人であった。と記してある。

### その他
武田家家臣として駿河先方衆に記載がある。(武田信玄の家臣団参照)